# Metarklippan
Metarklippan är en ö i Finland. Den ligger i Finska viken och i kommunen Esbo i den ekonomiska regionen  Helsingfors i landskapet Nyland, i den södra delen av landet. Ön ligger omkring 14 kilometer sydväst om Helsingfors.
Öns area är 1,2 hektar och dess största längd är 280 meter i sydväst-nordöstlig riktning.